# Cepstre
Le cepstre (prononcé [kɛpstr]) d'un signal x(t) est une transformation de ce signal du domaine temporel vers un autre domaine analogue au domaine temporel.
Le cepstre a tout d'abord été défini en 1963 comme étant le résultat de la transformée de Fourier appliquée au logarithme naturel de la transformée de Fourier du signal dont la phase est ignorée.
{\displaystyle {\mathcal {C}}(\tau )=C(x(t))={\mathcal {F}}(\ln \left(|{\mathcal {F}}(x(t))|\right))}
Néanmoins, une autre définition apparue depuis est la transformée de Fourier inverse appliquée au logarithme de la transformée de Fourier du signal. 
{\displaystyle {\mathcal {C}}(\tau )=C(x(t))={\mathcal {F}}^{-1}(\ln(|{\mathcal {F}}(x(t))|))}
Cette seconde définition est la définition la plus répandue (les deux définitions sont toutefois sensiblement équivalentes).
Pour rappeler le fait que l'on effectue une transformation inverse à partir du domaine fréquentiel, les dénominations des notions sont des anagrammes de celles utilisées en fréquentiel. Ainsi l'analogue du spectre est le cepstre, de la fréquence la quéfrence.[pas clair]

## Cepstre complexe et cepstre réel
Le cepstre réel comme défini en introduction n'utilise que l'amplitude du spectre de ce signal, il perd donc la partie de l'information contenue dans la phase et l'on ne peut donc pas reconstruire parfaitement le signal de départ à partir de ce cepstre. Le cepstre réel est parfois défini avec la puissance spectrale en élevant le module au carré, les deux définitions étant équivalentes à un facteur près étant donné l'action du logarithme. Élevé au carré, le cepstre peut être appelée cepstre de puissance.
On peut définir un cepstre complexe avec le logarithme complexe (Oppenheim 1965) ce qui permet de conserver l'information de la phase et de pouvoir reconstruire le signal d'origine.

## Autres méthodes
Le calcul du cepstre en appliquant l'une des formules ci-dessus est laborieux. D'autres méthodes ont donc été développées pour accélérer ce processus.

### LPCC
Le calcul des coefficients cepstraux peut se faire à partir de l'analyse LPC du signal. Ces coefficients sont appelés les LPCC (linear prediction cepstral coefficients).
Considérons les p + 1 coefficients retournés par une analyse LPC :
{\displaystyle a_{0},\,a_{1},...,\,a_{p}}
Les coefficients cepstraux de 1 à p peuvent être calculés par la formule
{\displaystyle c_{i}=a_{i}+\sum _{k=1}^{i-1}{\frac {k}{i}}\cdot c_{k}\cdot a_{i-k}} ; {\displaystyle i=1,...,\,p}
les coefficients cepstraux de p + 1 jusqu'au degré {\displaystyle N_{c}} désiré peuvent être calculés en utilisant
{\displaystyle c_{i}=\sum _{k=i-p}^{i-1}{\frac {k}{i}}\cdot c_{k}\cdot a_{i-k}} ; {\displaystyle i=p,...,\,N_{c}}
Il a été démontré que ces coefficients sont équivalents au cepstre complexe.[réf. nécessaire]

### MFCC
Les MFCC ou Mel-Frequency Cepstral Coefficients sont des coefficients cepstraux calculés par une transformée en cosinus discrète appliquée au spectre de puissance d'un signal. Les bandes de fréquence de ce spectre sont espacées logarithmiquement selon l'échelle de Mel.

#### Calcul
1. Calcul de la transformée de Fourier de la trame à analyser
2. Pondération du spectre d'amplitude (ou de puissance selon les cas) par un banc de filtres triangulaires espacés selon l'échelle de Mel
3. Calcul de la transformée en cosinus discrète du log-mel-spectre

Les coefficients résultants de cette DCT sont les MFCCs.

## Propriété
La propriété fondamentale du cepstre est de transformer convolution en addition. Soient {\displaystyle x_{1}(t)} et {\displaystyle x_{2}(t)} deux signaux et {\displaystyle x_{1}(t)*x_{2}(t)} leur convolution. On a :
{\displaystyle {\mathcal {C}}(x_{1}(t)*x_{2}(t))={\mathcal {C}}(x_{1}(t))+{\mathcal {C}}(x_{2}(t))}

## Applications
Le cepstre d'un signal est utilisé en traitement du son et de la parole, en reconnaissance vocale et en maintenance conditionnelle par la surveillance du comportement vibratoire des machines industrielles (ex: alternateurs de centrales électriques). 
En traitement du son et plus spécifiquement le son de la parole, le signal est modélisé comme étant le résultat d'un filtre sur une excitation périodique. La représentation cepstrale permet de dissocier la source du filtre pour estimer la fréquence fondamentale ou les formants.